# 플롬

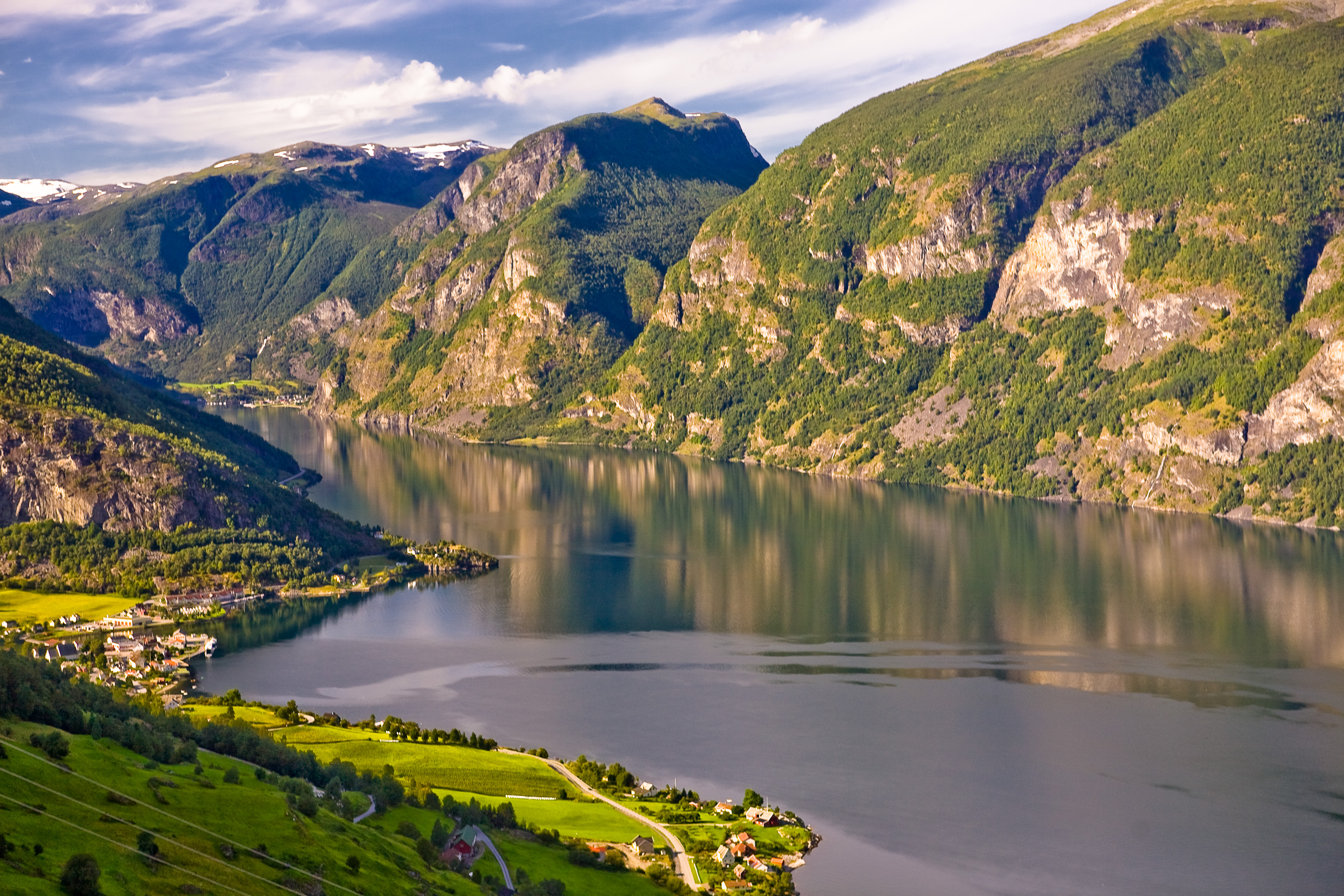
플롬의 에울란피오르

플롬(노르웨이어: Flåm)은 노르웨이 송노피오라네주 에울란에 있는 작은 마을로, 유명한 피오르 중 하나인 에울란피오르의 끝 부분에 있는 마을이다. 인구는 2014년 기준 350명으로 집결되었으며, 피오르 이외에도 1670년 지어진 플롬 교회 등이 있다.